# ベザーナ・イン・ブリアンツァ
ベザーナ・イン・ブリアンツァ（イタリア語: Besana in Brianza）は、イタリア共和国ロンバルディア州モンツァ・エ・ブリアンツァ県にある、人口約15,000人の基礎自治体（コムーネ）。

## 地理

### 位置・広がり

#### 隣接コムーネ
隣接するコムーネは以下の通り。括弧内のLCはレッコ県所属を示す。
- ブリオスコ
- カラーテ・ブリアンツァ
- カザテノーヴォ (LC)
- コッレッツァーナ
- モンティチェッロ・ブリアンツァ (LC)
- レナーテ
- トリウッジョ

### 気候分類・地震分類
気候分類では、zona E, 2608 GGに分類される。
また、イタリアの地震リスク階級 (it) では、zona 3 (sismicità bassa) に分類される。

## 行政

### 分離集落
ベザーナ・イン・ブリアンツァには以下の分離集落（フラツィオーネ）がある。
- Calò, Cazzano, Montesiro, Valle Guidino, Vergo Zoccorino, Villa Raverio

### 集落
このほかに以下の集落（località）がある。
- Balgano, Capoluogo, Casaglia, Casaretto, Cascina Cremonina, Cascina Liguzzo, Fonigo, Lanzano, Mighinzano, Naresso Inferiore, Pobiga. Rigola, Visconta